# Sacha Modolo
Sacha Modolo (Conegliano, 19 de junio de 1987) es un ciclista italiano que fue profesional entre 2010 y 2022.

## Palmarés
| 2009 - Giro del Belvedere - Gran Premio della Liberazione 2011 - 2 etapas de la Vuelta al Lago Qinghai - 1 etapa del Brixia Tour - 2 etapas de la Vuelta a Dinamarca - Coppa Agostoni - 2 etapas de la Semana Lombarda - 2 etapas del Giro de Padania 2012 - 1 etapa del Tour de Turquía - 2 etapas de la Vuelta a Austria - Coppa Bernocchi - 1 etapa del Giro de Padania 2013 - 1 etapa del Tour de San Luis - 6 etapas de la Vuelta al Lago Qinghai - Coppa Bernocchi - Memorial Marco Pantani 2014 - 1 etapa del Tour de San Luis - 2 trofeos de la Challenge Ciclista a Mallorca (Trofeo Palma y Trofeo Las Salinas) - 1 etapa de la Vuelta al Algarve - 2 etapas de los Tres Días de La Panne - 1 etapa de la Vuelta a Suiza - 1 etapa del Tour de Pekín | 2015 - 1 etapa del Tour de Turquía - 2 etapas del Giro de Italia - Tour de Hainan, más 2 etapas 2016 - 2 etapas del Tour de Turquía - 1 etapa del Tour de la República Checa 2017 - 2 etapas del Tour de Croacia - G. P. Kanton Aargau - 1 etapa del Tour de Polonia 2018 - 1 etapa de la Vuelta a Andalucía 2021 - 1 etapa del Tour de Luxemburgo |

## Resultados en Grandes Vueltas y Campeonato del Mundo
| Carrera         | Carrera         | 2010 | 2011 | 2012  | 2013  | 2014 | 2015  | 2016 | 2017  | 2018 | 2019 | 2020 | 2021 | 2022  |
| --------------- | --------------- | ---- | ---- | ----- | ----- | ---- | ----- | ---- | ----- | ---- | ---- | ---- | ---- | ----- |
|                 | Giro de Italia  | Ab.  | Ab.  | 138.º | 125.º | —    | 126.º | 84.º | Ab.   | 88.º | Ab.  | —    | —    | 114.º |
|                 | Tour de Francia | —    | —    | —     | —     | Ab.  | —     | —    | —     | —    | —    | —    | —    | —     |
|                 | Vuelta a España | —    | —    | —     | —     | —    | —     | —    | 131.º | —    | —    | —    | Ab.  | —     |
| Mundial en Ruta | Mundial en Ruta | —    | 40.º | —     | —     | —    | —     | —    | —     | —    | —    | —    | —    | —     |

—: no participa

Ab.: abandono

## Equipos
- Colnago/Bardiani (2010-2013)
  - Colnago-CSF Inox (2010-2011)
  - Colnago CSF Bardiani (2012)
  - Bardiani Valvole-CSF Inox (2013)
- Lampre/UAE Emirates (2014-2017)
  - Lampre-Merida (2014-2016)
  - UAE Team Emirates (2017)
- EF Education First (2018-2019)
  - EF Education First-Drapac (2018)
  - EF Education First Pro Cycling Team (2019)
- Alpecin-Fenix[2] (2020-2021)
- Bardiani-CSF-Faizanè (2022)